# Feliks Zbigniew Machnowski
Feliks Zbigniew Machnowski (ur. 10 sierpnia 1875, zm. 7 października 1937 we Lwowie) – kapitan piechoty Wojska Polskiego II RP, wójt gminy Stawczany.

## Życiorys
Urodził się 10 sierpnia 1875. W rezerwie piechoty C. K. Armii został mianowany kadetem z dniem 1 stycznia 1899, następnie awansowany na stopień porucznika z dniem 1 stycznia 1901. Był żołnierzem 95 Galicyjsko-Bukowińskiego pułku piechoty ze sztabem w Stanisławowie, od około 1902 pod nazwą 95 Galicyjskiego pułku piechoty we Lwowie do około 1904. Podczas I wojny światowej według stanu z 1918 był porucznikiem C. K. Obrony Krajowej stosunku ewidencji z dniem 1 czerwca 1916.
U kresu wojny uczestniczył w obronie Lwowa w trakcie wojny polsko-ukraińskiej, pełniąc stanowisko zastępcy komendanta Milicji Wojskowej, por. Ludwika Baara. Po zakończeniu walk z Ukraińcami, wskutek przemianowania Milicji Wojskowej na Lwowski Batalion Wartowniczy, potem na Batalion Wartowniczy I/6 (pp), pozostawał nadal zastępcą jego dowódcy, por. Baara, do 24 stycznia 1919, pełniąc jednocześnie stanowisko dowódcy 1 kompanii. W Wojsku Polskim został awansowany na stopień kapitana rezerwy piechoty ze starszeństwem z 1 czerwca 1919. Po wojnie w 1923, 1924 pozostawał oficerem rezerwowym 40 Pułku Piechoty w garnizonie Lwów. Później został przeniesiony w stan spoczynku. W 1934 był przydzielony do Oficerskiej Kadry Okręgowej nr VI jako oficer przewidziany do użycia w czasie wojny i pozostawał wówczas w ewidencji Powiatowej Komendy Uzupełnień Lwów Miasto.
Został wójtem Gminy Stawczany w powiecie gródeckim. Sprawując tę funkcję 7 października 1937 został postrzelony w Stawczanach przez 20-letniego ukraińskiego parobka Michała (wzgl. Mikołaja) Kuspisza. Wcześniej Ukrainiec z niewiadomych przyczyn zastrzelił mężczyznę w domu swojego brata, podpalił dom sąsiada oraz swojego brata, po czym  strzelał do osób usiłujących udzielić pomocy i gasić pożar, posługując się przy tym uciętym karabinem. Wtedy też trafił m.in. kpt. Machnowskiego, raniąc go w klatkę piersiową i w rękę. Po przewiezieniu do szpitala powszechnego we Lwowie wójt Machnowski zmarł tego samego dnia. We wsi porządek zaprowadziła dopiero wezwana policja. 10 października 1937 po manifestacyjnym pogrzebie Feliks Zbigniew Machnowski został pochowany na Cmentarzu Obrońców Lwowa (kwatera XXVIII, miejsce 2238).

## Odznaczenia
- Medal Niepodległości (9 listopada 1933, za pracę w dziele odzyskania niepodległości)[25]

austro-węgierskie
- Brązowy Medal Jubileuszowy Pamiątkowy dla Sił Zbrojnych i Żandarmerii (przed 1900)[5]
- Medal Jubileuszowy Pamiątkowy dla Cywilnych Funkcjonariuszów Państwowych (przed 1900)[5]